# Comité Olímpico de Suecia

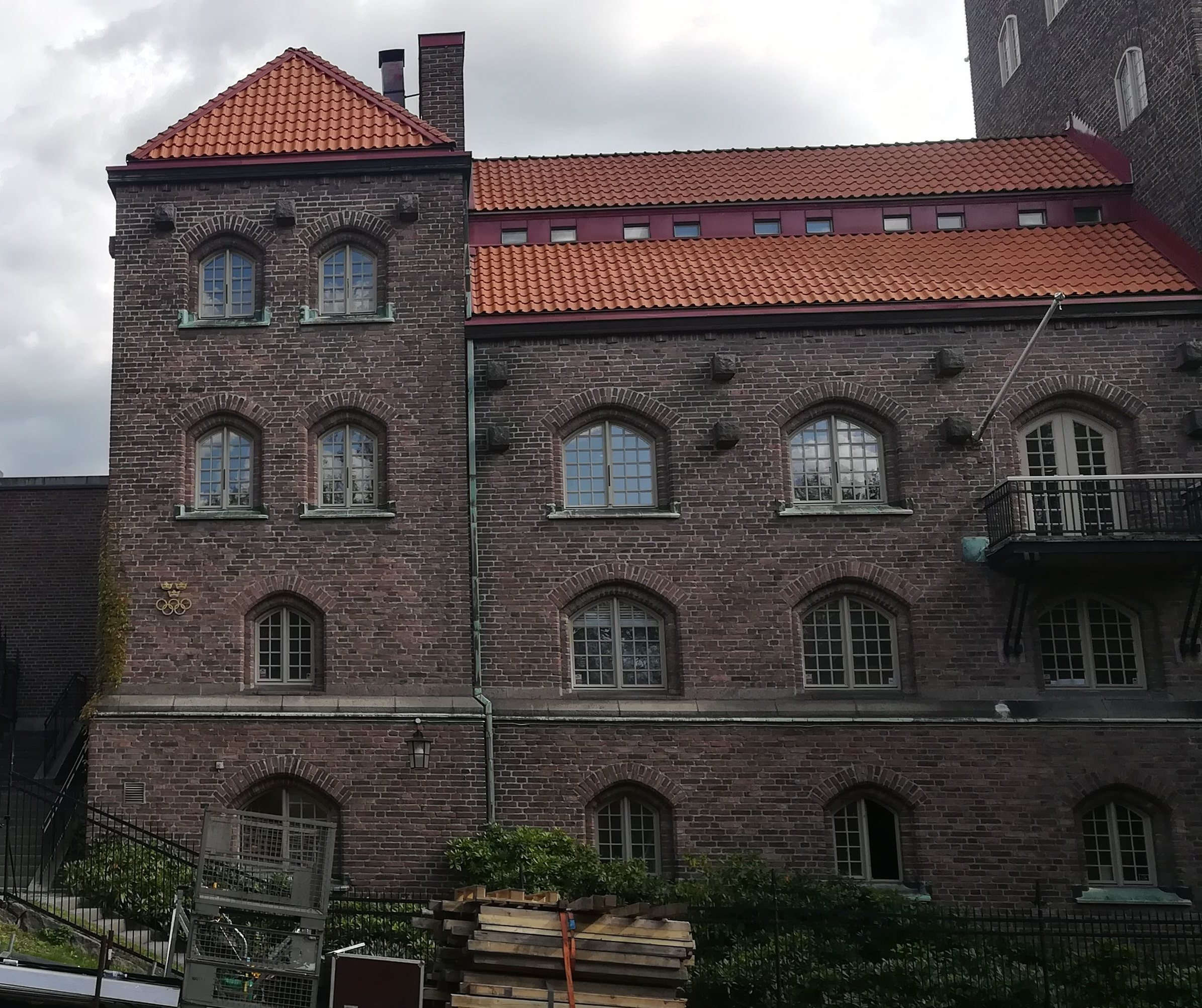
Sede del Comité Olímpico en el Estadio Olímpico de Estocolmo.

El Comité Olímpico de Suecia es la primera autoridad deportiva en Suecia.
Está compuesto por 35 asociaciones nacionales de deportes olímpicos y 12 asociaciones de deportes reconocidos. Cada cuatro años se elige un comité ejecutivo cuya tarea primordial es el apoyo de los atletas suecos para preparar su participación en los Juegos Olímpicos. El comité se encarga de recaudar y distribuir los fondos entre las asociaciones y de la organización de cursos y eventos nacionales.
- Miembros actuales (año 2005): Stefan Lindeberg (presidente), Björn Rosengren (vicepresidente), Tomas Gustafson (vicepresidente), Kerstin Bodin, Per-Axel Eriksson, Carin Nilsson-Green, Lennart Pettersson, Ann-Louise Skoglund, Carl-Erik Ståhlberg.
- Representantes ante el Comité Olímpico Internacional (COI): Gunilla Lindberg y Arne Ljungqvist.

## Historia
El primer comité olímpico sueco se fundó en 1905, para preparar la representación de Suecia en los Juegos Intercalados de 1906. Fue presidido por el coronel Viktor G. Balck y se disolvió al finalizar los Juegos. Otros comités fueron organizados para cada olimpiada y para la preparación de los Juegos Olímpicos de Estocolmo 1912.
El comité actual fue fundado en 1913 y sus actuales estatutos fueron aprobados en 1997.

## Presidentes del Comité Olímpico de Suecia
- 1913-1933 Príncipe Gustavo Adolfo de Suecia
- 1933-1947 Príncipe Gustavo Adolfo, duque de Vestrobotnia
- 1947-1997 Príncipe Bertil
- 1997- Carl-Gustav Anderberg